# فندق كمبينسكي جرافين بروخ
فندق كمبينسكي جرافين بروخ (بالألمانية: Kempinski Hotel Frankfurt) هو فندق فخم يقع في فرانكفورت، ألمانيا. تأسس عام 1976م كرابع فندق لسلسة فنادق مجموعة كمبنسكي.

## التجهيزات
يحتوي الفندق على 225 غرفة وأجنحة، 3 مطاعم وبار واحد، قاعتان رقص بسعة 600 شخص، 18 غرفة اجتماعات، و قاعة تمرين